# Rikitea
Rikitea ist der Hauptort der Insel Mangareva, Französisch-Polynesien und liegt mitten im Pazifischen Ozean. Er hat ca. 800 Einwohner.

## Infrastruktur
Der Ort hat eine Kathedrale, die im Jahr 1839 eingeweiht wurde und die größte Kathedrale Polynesiens ist. In Rikitea gibt es einige kleine Läden. Alle Waren, die importiert werden müssen, werden mit dem Frachtschiff aus Tahiti angeliefert. Eine Flugverbindung verbindet die Insel einmal wöchentlich mit Tahiti. Die Insel ist telefonisch erschlossen, aber nur in Rikitea gibt es eine Verbindung mit dem  Internet.

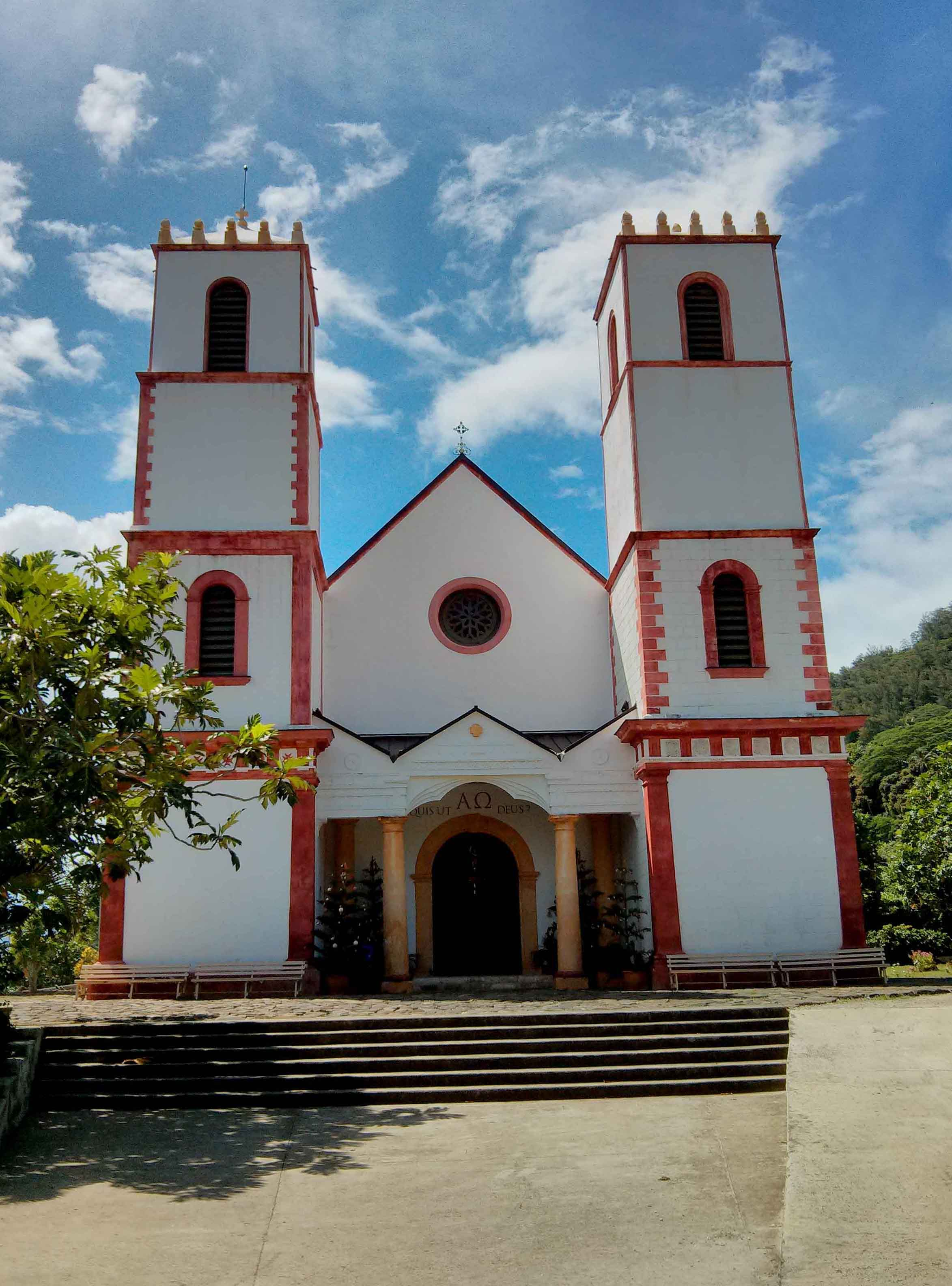
Kathedrale Saint-Michel
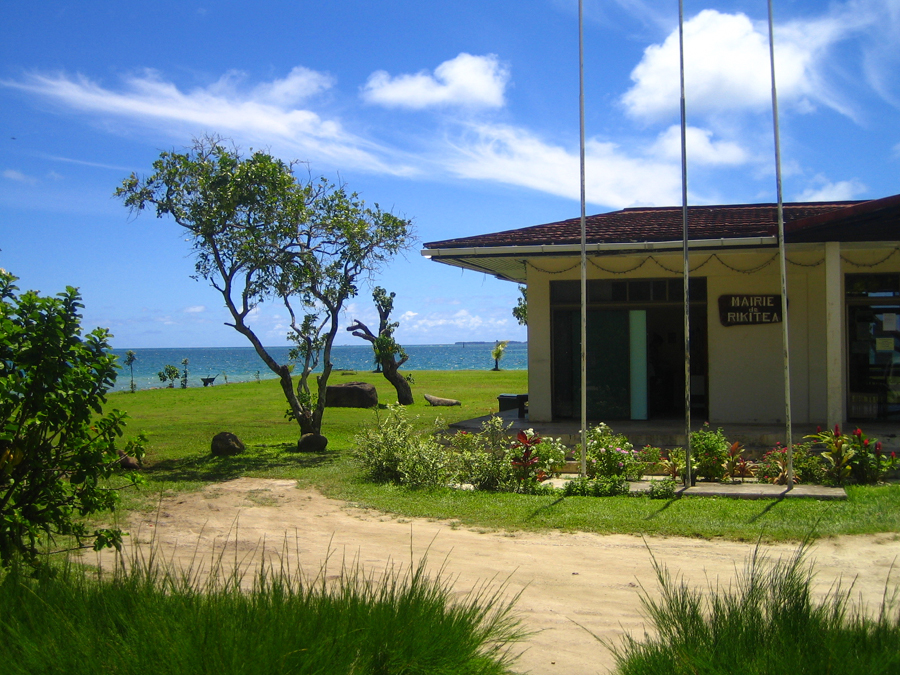
Rathaus der Gemeinde Gambier